# Stilobezzia setigera
Stilobezzia setigera är en tvåvingeart som beskrevs av Tokunaga 1959. Stilobezzia setigera ingår i släktet Stilobezzia och familjen svidknott. Inga underarter finns listade i Catalogue of Life.